# Зубенко Іван Сергійович
Іван Сергійович Зубенко (25 вересня 1888, місто Валуйки Бєлгородської області — 21 серпня 1940, Коломия) — український поет, прозаїк, драматург, публіцист, літературний критик, журналіст.

## З біографії
Народився у 1888 р. на Східній Слобожанщині. Був сотником в Армії УНР. У 1920–1923 рр. редагував газету «Залізний стрілець» у Каліші. Був членом Управи літературно-артистичного товариства «Веселка», брав участь у симфонічному оркестрі, писав музичні твори. У 1926–1939 рр. був редактором часопису «Жіноча доля» у Коломиї, редагував бібліотеку для народу «Ряст». Помер 21 серпня 1940 р. — щоб уникнути переслідувань НКВС, покінчив життя самогубством.

## Родина
Дружина Івана Зубенка Марія дружила із сім'єю Степана Бандери (вчилася з сестрою Степана Бандери — Мартою), членкиня Союзу Українок. Їхній син Негвар Зубенко за діяльність в лавах ОУН був репресований. З 2003 року був Головою Стрийського районного товариства політичних в'язнів та репресованих.

## Творчість

### Повісті
- «Зірка» (1926),
- «Княгиня Романова» (1927),
- «Галина» (1934),
- «Фатум» (1934),
- «Квітка на багні» (1937),
- незакінченої «Тільки меч»;
- збірок «За кулісами життя» (1937),
- «Шахівниця буднів» (1937).

### Драми
- Перемога (1922)

## Джерело
- Т. А. Касьяненко. Ідейно-естетичні засади літературно-критичної спадщини Івана Зубенка // Вісник ЛНУ імені Тараса Шевченка № 4 (263), Ч. ІІ, 2013 [Архівовано 9 березня 2016 у Wayback Machine.]
- Письменники нашого краю [Архівовано 1 лютого 2014 у Wayback Machine.]